# عمارة لاناسيونال
عمارة لاناسيونال هي عمارة على طراز آرت ديكو، بنيت بعد الحرب العالمية الثانية و تقع في شارع فرنسا، إحدى شوارع تونس العاصمة.
تحتوي العمارة على حديقة صغيرة، تسمى بحديقة الأروقة الصغيرة و مشهورة بأسمكها الحمراء و سلاحفها، إضافة إلى مركز تسوق.

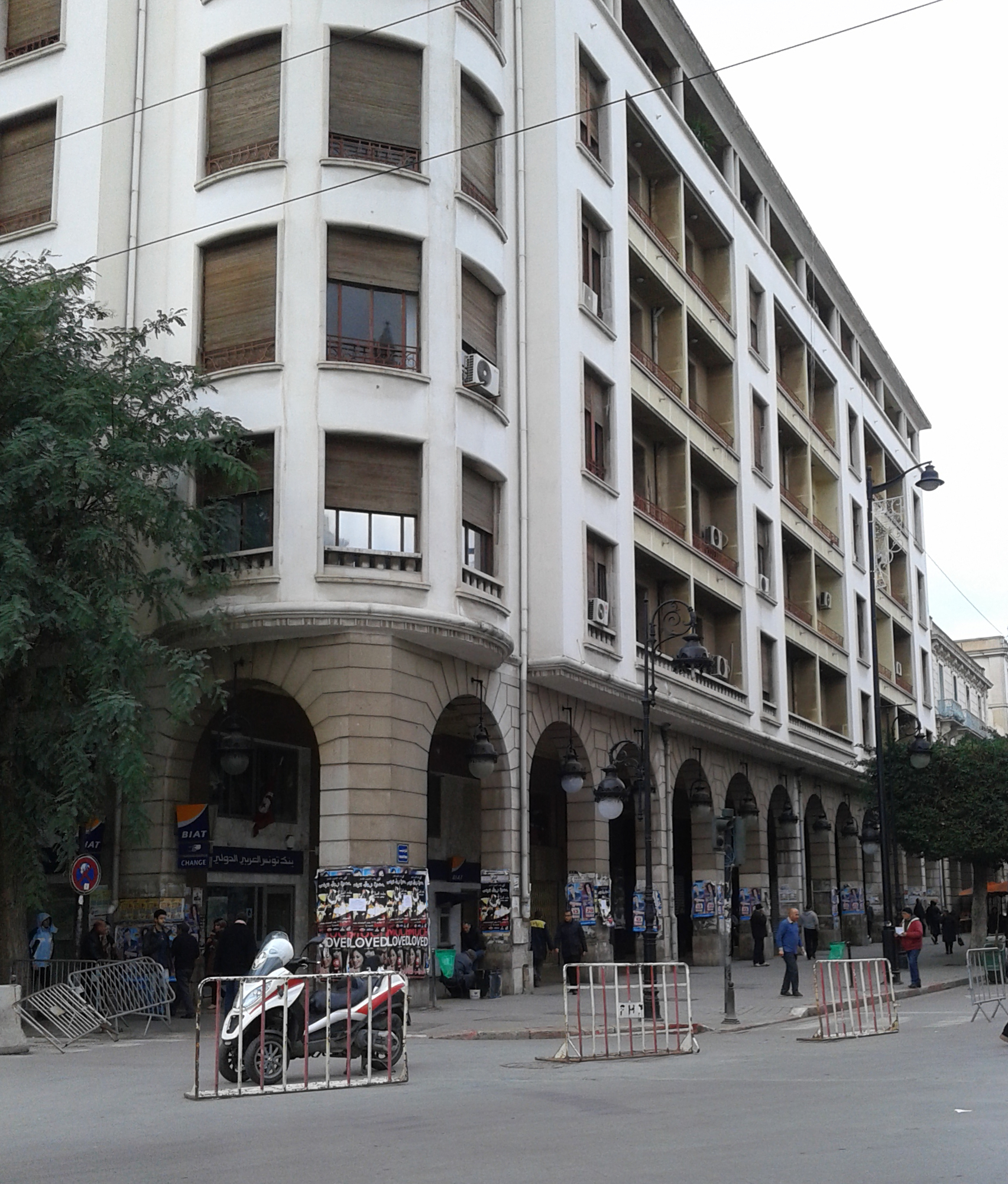
منظر عام للعمارة
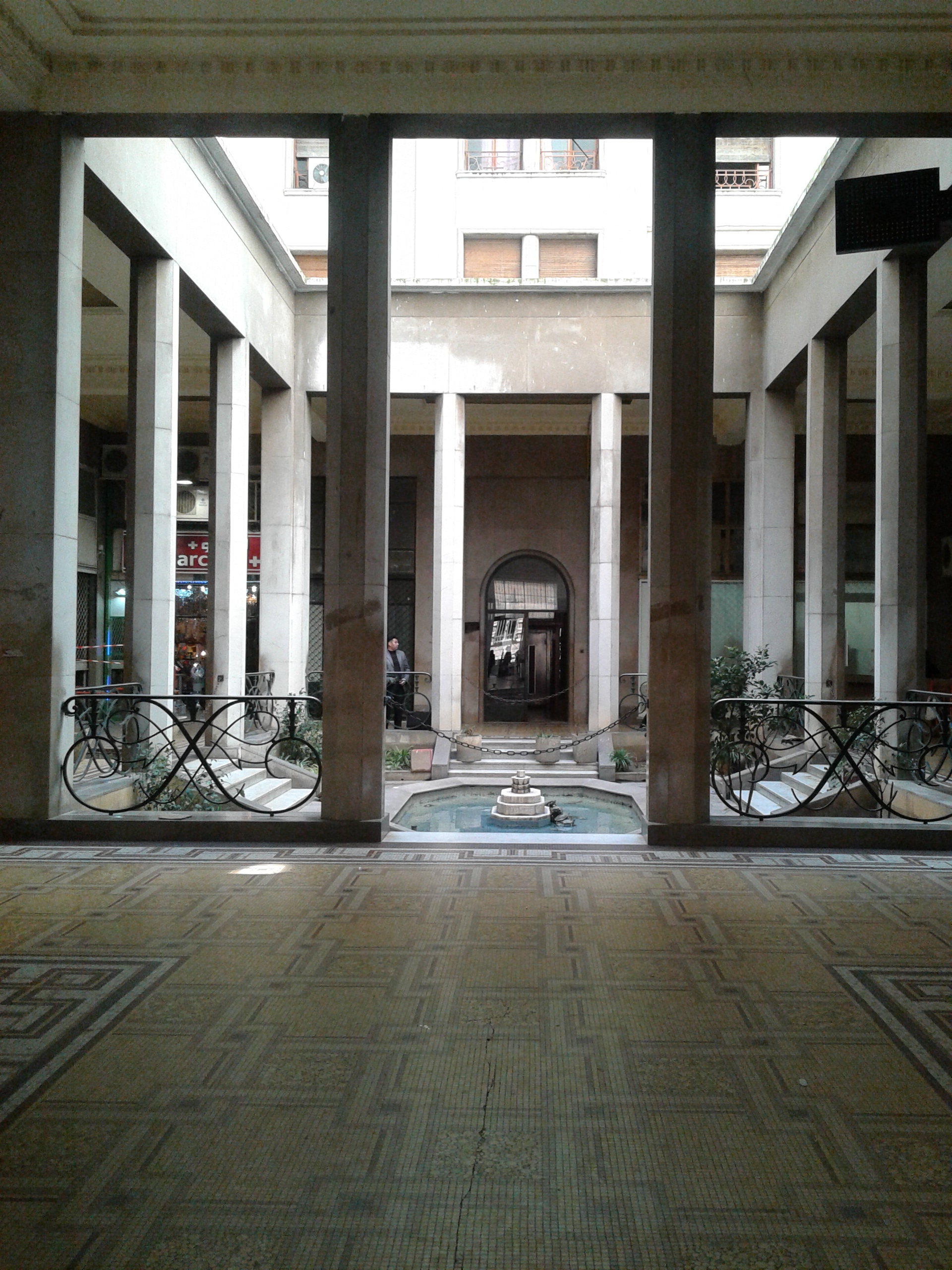
حديقة الأروقة الصغيرة